# Kunszállás (železniční zastávka)
Kunszállás je železniční zastávka v maďarské obci Kunszállás, která se nachází v župě Bács-Kiskun. Zastávka byla otevřena v roce 1853, kdy byla zprovozněna trať mezi Ceglédem a Kiskunfélegyházou.

## Provozní informace
Zastávka má nástupiště u obou traťových kolejí. V zastávce není možnost zakoupení si jízdenky a trať procházející zastávkou je elektrizovaná střídavým proudem 25 kV, 50 Hz. Provozuje ji společnost MÁV.

## Doprava
Zastavuje zde několik osobních vlaků do Baji, Budapešti, Kecskemétu a Segedína.

## Tratě
Zastávkou prochází tato trať:
- Cegléd–Kiskunfélegyháza–Segedín (MÁV 140)